# Daniel B. Wesson
Daniel Baird Wesson né le 18 mai 1825 à Worcester (Massachusetts) et mort le 4 août 1906 à Springfield (Massachusetts), est un ingénieur, armurier et homme d'affaires américain. Tout au long de sa vie, il a participé au développement de plusieurs armes à feu importantes. Lui et son associé Horace Smith ont fondé deux entreprises nommées "Smith & Wesson", dont la première finit par être réorganisée pour devenir la Winchester Repeating Arms Company et dont la seconde est devenue l'entreprise Smith & Wesson actuelle.